# Жега (филм)
„Жега“ (на английски: Heat) е американски филм от 1995 г., режисиран от Майкъл Ман. Участват актьорите Ал Пачино, Робърт Де Ниро, Вал Килмър и други.

## Сюжет
Внимание:  Текстът по-долу разкрива сюжета на произведението (или части от него)!
Лосанджелиско ченге (в ролята Ал Пачино) се сблъсква лице в лице с най-хитрия престъпник в града (Робърт Де Ниро). Героят на Ал Пачино – Винсент Хана – е един от най-добрите полицаи, ръководител на отдел „Убийства“. След дързък банков обир Винсент попада на следите на елитна престъпна група, занимаваща се с обири, в които залогът е най-голям. Ръководител на тази група е Нийл Маколи (Робърт Де Ниро). В търсене на поредната си „жертва“ Винсент къса напълно с личния си живот, посвещавайки се на това, което може – да гони лошите. От другата страна на монетата Нийл изгражда връзка зад маската на опитен търговец на метали. Преплитайки съдбите на двамата герои, последният удар на престъпниците ще бъде решаващ за съдбата им. Нямайки нищо за губене, Винсент се впряга с единствената идея да залови Нийл, чийто единствен избор е „да се отърве от всичко само за 30 секунди, след като усети жегата зад ъгъла“, ако иска да оцелее.

## Римейк
Филмът „Жега“ представлява римейк на друга продукция на Майкъл Ман. В края на 80-те като режисьор и сценарист Майкъл Ман работи по сериал базиран на истинска история от 60-те за преследването на бандит на име МакКъли от чикагския полицай Чък Адамсон като от сериала само пилотната серия се излъчва като филм със заглавие „L.A. Takedown“ (по българските екрани се появи със заглавие „Убийства в Л. А.“). Като сценарий двата филма не се отличават по почти нищо (с изключение на имената на някои от героите). Впоследствие Майкъл Ман е решил да направи римейк на филма си от 1989 година, но този път с подбран актьорски състав от звезди, което превръща филма „Жега“ в една от класиките в киното.